# Hanns Farenburg
Hanns Farenburg (* 28. Februar 1900 in Steinau, Niedersachsen; † 3. Juni 1964 in Hamburg) war ein deutscher Schauspieler und Fernsehregisseur, der für den Norddeutschen Rundfunk bei Fernsehproduktionen auch häufig als Produzent fungierte und seit der Gründung des Nordwestdeutschen Rundfunks (NWDR) an den frühesten TV-Versuchsprogrammen beteiligt war.

## Leben
Ende der 1930er Jahre arbeite Hanns Farenburg für den Reichssender Saarbrücken als Regisseur von Hörspielen.
Spätestens seit Sommer 1941 war er für das Fernsehen tätig. Zu diesem Zeitpunkt stand er als Regisseur für den Fernsehsender Paul Nipkow vor den Proben für das Fernsehspiel Was ihr wollt nach William Shakespeare. Ende Oktober 1941 plante er als Regisseur die nächste Fernsehpremiere, die Komödie Karl III. und Anna von Österreich mit Joachim Gottschalk und Thea Kämer in den Hauptrollen geplant. Ob dieses Vorhaben verwirklicht werden konnte, ist angesichts des Todes von Gottschalk am 6. November 1941 unklar.
Von Hanns Farenburg stammt das erste deutsche Fernsehspiel Vorspiel auf dem Theater nach Goethe, das im März 1951 live ausgestrahlt wurde, nur rund 15 Minuten dauerte und nur sehr wenige Zuseher erreichte. Farenburg inszenierte auch den allerersten TV-Krimi Inspektor Tondi nach einem Buch von Siegfried Lenz. In dem 29-minütigen Fernsehspiel, das in den Versuchsprogrammen des NWDR am 11. August 1952 ausgestrahlt wurde, spielte Alfred Schieske die Titelrolle an der Seite von Karl John, Carl Voscherau und Maria Martinsen. An Weihnachten 1952 lief Farenburgs Inszenierung Stille Nacht, Heilige Nacht, das die Geschichte des berühmtesten Weihnachtsliedes der Welt erzählte.
Farenburg kann als einer der Gründungsväter des fiktionalen Fernsehens angesehen werden, er brachte viele Stoffe bekannter Autoren erstmals auf den Fernsehschirm, neben Goethe auch Siegfried Lenz, Ludwig Thoma, George Bernard Shaw, Curt Goetz, Henrik Ibsen, Oscar Wilde oder Leo Tolstoi. Seine Inszenierungen waren meist hochkarätig besetzt, neben internationalen Stars wie Albert Lieven waren auch Theatergrößen wie Ida Ehre zu sehen, Publikumslieblinge wie Rudolf Fernau, Dieter Borsche, Schauspieler wie Richard Häußler, Werner Bruhns, Hilde Weissner und Jungstars wie Heinz Reincke, Günther Schramm, Uwe Friedrichsen, Ursula Lingen, Gerd Baltus oder Katinka Hoffmann. Er holte auch beliebte Volksschauspieler wie Fritz Strassner oder Henry Vahl vor die Kamera. Er scheute sich nicht davor, Fernsehinszenierungen bekannter Kinoklassiker zu drehen, wie etwa Die Caine war ihr Schicksal im Jahre 1959. Als Produzent stellte er unter anderem die Edgar-Wallace-Verfilmung Der Mann, der seinen Namen änderte her. Farenburg arbeitete Anfang der 1950er Jahre außerdem für die Sendereihe Tele-Brettl, die u. a. von Peter Frankenfeld moderiert wurde und in der Kabarettisten auftraten.
In seinen jungen Jahren war Hanns Farenburg auch als Schauspieler aktiv, er spielte beispielsweise in den Spielfilmen Togger (1936) und Künstlerkameraden (1937) Nebenrollen.

## Filmografie
als Fernsehregisseur für den NWDR/NDR
- 2. März 1951: Vorspiel auf dem Theater, nach Johann Wolfgang von Goethe
- 6. Oktober 1951: Es war der Wind, nach der Erzählung 'The Monkey’s Paw', von Wolfgang Martin Schede
- 11. August 1952: Inspektor Tondi, Krimi von Siegfried Lenz
- 25. Dezember 1952: Stille Nacht, Heilige Nacht, Fernsehspiel von Johannes Kai
- 12. Februar 1953: Erster Klasse, nach Ludwig Thoma
- 27. Februar 1953: Der Schlachtenlenker – Der Mann des Schicksals, Komödie von George Bernard Shaw
- 30. August 1953: Die unsichtbare Sammlung, nach Stefan Zweig
- 22. Oktober 1953: Minna Magdalena, nach Curt Goetz
- 31. Oktober 1953: Knallbonbons
- 23. April 1954: Die Auster und die Perle, nach William Saroyan
- 8. Oktober 1954: Ein Briefträger ging vorbei, nach dem Hörspiel von Walter Kolbenhoff
- 13. Januar 1955: Nora oder Ein Puppenheim, nach Henrik Ibsen
- 2. Februar 1955: Siebzehn und zwei, nach August Hinrichs
- 28. Oktober 1955: Straßenknotenpunkt, nach dem Hörspiel von Paolo Levi
- 29. April 1956: Schiff ohne Hafen, nach dem Schauspiel 'Schipper naast God' von Jan de Hartog
- 13. April 1958: Schwarze Seide, Schauspiel von Lesley Storm
- 8. Juni 1958: Ein idealer Gatte, Komödie von Oscar Wilde
- 1. März 1959: Die Caine war ihr Schicksal, nach dem Schauspiel von Hermann Wouk
- 18. April 1959: Minna Magdalena, Remake von 1953, nach der Komödie von Curt Goetz
- 20. August 1959: Affäre Dreyfus, basierend auf dem echten Fall
- 28. Januar 1960: Der Untergang der „Freiheit“, nach Jan de Hartog
- 28. Juli 1960: Kreuze am Horizont, nach dem Schauspiel von Traugott Krischke
- 30. September 1961: Advokat Patelin – Die Hammelkomödie, nach Gert Hofmann
- 27. April 1963: Das Glück der Ehe nach Leo Tolstoi

## Theater

### Schauspieler
- 1928: Franz Arnold, Ernst Bach: Weekend im Paradies – Regie: Franz Arnold (Lustspielhaus Berlin)
- 1933: Gerhart Hauptmann: Vor Sonnenuntergang (Klamroth) – Regie: Julia Serda (Schauspielhaus Steglitz)
- 1933: Ernst Geyer: Fritzische Rebellion (Soldat) – Regie: Otto Gebühr (Schauspielhaus Stegligtz)
- 1933: Franz von Schönthan, Franz Koppel-Ellfeld: Die goldene Eva (Ritter) – Regie: Julia Serda (Schauspielhaus Steglitz)

### Regisseur
- 1933: Franz von Schönthan, Gustav Kadelburg: Der Herr Senator – Regie und Rolle als Schwiegersohn des Senators (Schauspielhaus Steglitz)

## Hörspiele (Auswahl)
- 1938: Joseph von Eichendorff, Peter A. Horn (Bearb.): Die Freier (Regie)[1]
- 1938: Hellmuth Lange: Steputat & Co. (Regie)[2]
- 1939: Nach sind die Tage der Rosen (Regie)[3]
- 1946: George Bernard Shaw: Man kann nie wissen (Regie; Berliner Rundfunk, Erstsendung 25. Juli 1946)[6]